# Коксова батарея
Коксова батарея — група коксових пічок, які працюють в єдиному технологічному режимі та об'єднані спільними фундаментами, інфраструктурою для підведення та відведення опалювальних газів та повітря а також відведення продуктів згоряння та коксування. Використовується для промислового виробництва коксу.

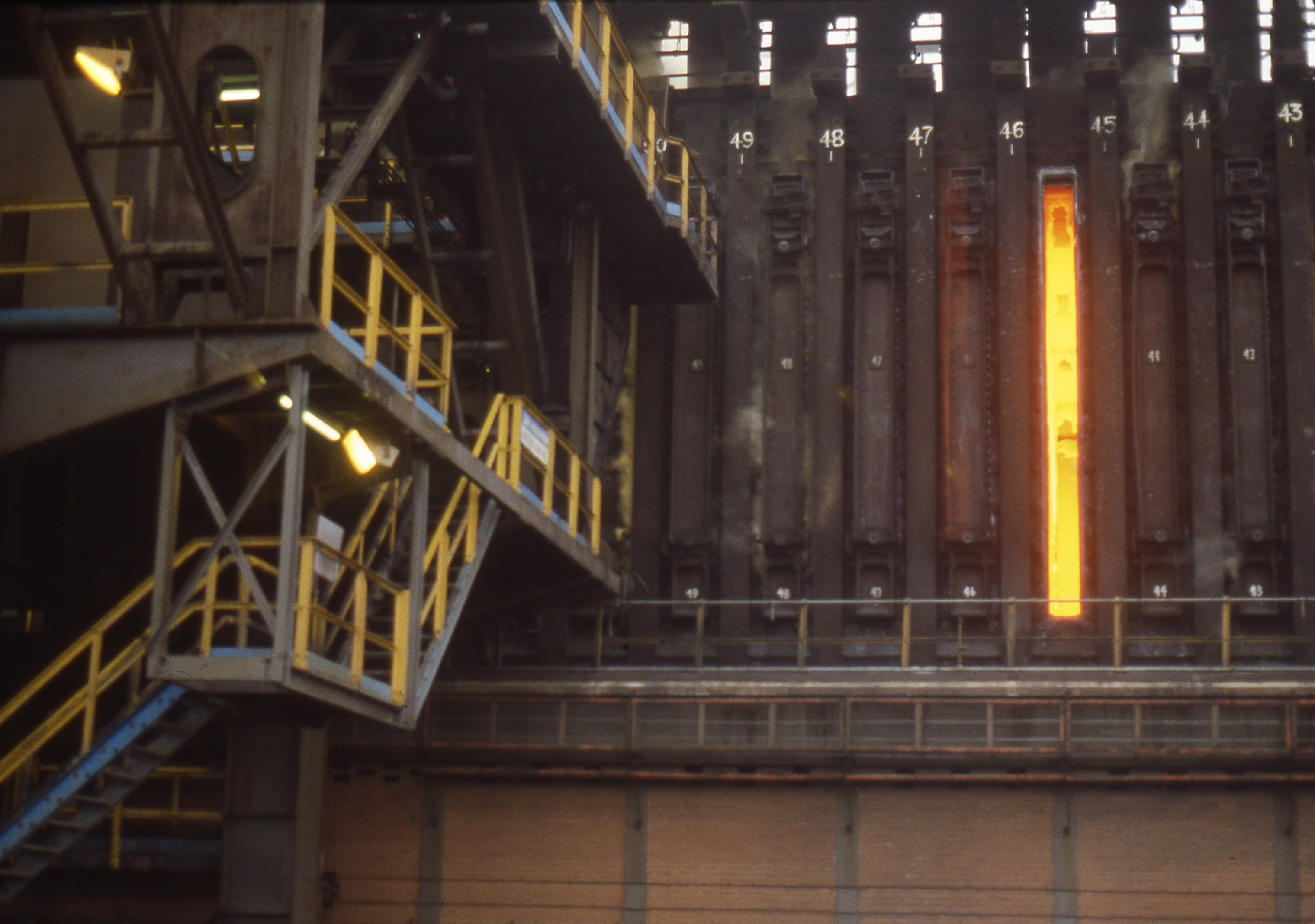
Коксова батарея, Південний Уельс

Основними конструктивними елементами коксової батареї є коксові печі, фундаментні плити, борова, димова труба, робочі майданчики. Батарея будується на залізобетонній основі — фундаментній плиті. Розрізняють нижню плиту, на якій розміщені канали для відводу продуктів згоряння — борова та верхню, на якій розташована вогнестійка кладка коксових печей. Борова з'єднуються з димовою трубою. По фронту батарея з обох боків обмежена підпорними стінками — контрфорсами, які будуються з залізобетону. З одного боку коксова батарея обладнана пристроєм, який рухається вздовж неї та виштовхує кокс з кожної печі після проходження циклу коксування. Цю сторону батареї називають машинною. Іншу сторону, на яку виштовхується кокс, називають коксовою.  Готовий кокс виштовхується у вагони, які подаються під батарею, а потім охолоджується водою або інертними газами.
Коксова піч складається з камери коксування та опалювальної системи. Камери коксування можуть розташовуватись в батареї вертикально чи горизонтально. Горизонтальні камери мають приблизно такі розміри: ширина 400 - 480 мм (з коксової сторони ширина камери більша приблизно на 50 мм для полегшення виштовхування коксу), повна довжина 11000 - 17000 мм, повна висота 3000 - 7000 мм. Стіна камери є одночасно стіною опалювального простінка, у який подається газ для підігріву вугілля, що коксується у камері. Опалювальні простінки складаються з окремих опалювальних каналів — вертикалів. Необхідним елементом коксової батареї є також робочі майданчики, по яких переміщується персонал та коксові машинки.
Нормативний термін служби батареї — 25 років, деякі експлуатуються до 40 років. Продуктивність батареї — від 200  тис. до 1.2 млн. т/рік.  На пострадянському просторі знаходяться в експлуатації та будуються печі конструкції Гіпрококса.